# Hans Wandal (Theologe, 1656)
Hans Wandal (auch Johann Wandalin oder Hans Vandal; zur Unterscheidung von seinem Vater auch Hans Wandal der Jüngere) (* 14. Januar 1656 in Kopenhagen; † 10. März 1710 ebenda) war ein dänischer lutherischer Theologe und Orientalist.

## Leben
Wandal, Sohn des Bischofs Hans Wandal (1624–1675), studierte an der Universität Kopenhagen Theologie und orientalische Sprachen und vervollkommnete von 1675 bis 1678 seine Kenntnisse auf einer Reise durch England, die Niederlande und Deutschland (wo er vor allem bei Abraham Calov an der Universität Wittenberg studierte).
Ab 1680 war Wandal Rektor der Sorø Akademi. 1683 wurde er zunächst als Professor für orientalische Sprachen an die Universität Kopenhagen berufen und rückte noch im selben Jahr in die Theologische Fakultät auf. Bis zu seinem Tod wirkte er so als Theologieprofessor und amtierte dreimal (1688, 1697 und 1706/07) als Rektor der Universität. 1687 wurde er zum Dr. theol. promoviert.
Wandal galt als Streittheologe der Lutherischen Orthodoxie, der unter anderem den Calvinismus und den Chiliasmus bekämpfte. Er veröffentlichte aber auch viele exegetische Schriften und ein dogmatisches Lehrbuch (Hypotyposis sanorum verborum), das mehrere Auflagen erlebte.

## Schriften (Auswahl)
- Vindiciae Libertatis Christianae: Circa Sanguinem Escarium, Recentiorum Quorundam superstitiosis Novitatibus, praecipue vero Christiani cuiusdam Theophili Disquisitioni Uberiori Pro Thoma Bartholino, oppositae ... 1678.
- Dissertatio de prophetis et prophetiis. 1686.
- Synopsis controversiarum anti-syncretisticarum potiorum, in XIV. decades thesium, pro totidem disputationibus publici collegii theologici distincta & in gratiam juventutis academicæ Deo consecratæ. 1688
- Sandfærdig og kort Underretning om den Calvinske Lærdoms Urigtighed. 1690 (Übersetzung: Kurtzer und Wohlgemeinter Unterricht von der Calvinischen Lehre Unrichtigkeit. 1696).
- Chiliasmi veteris et novi orthodoxa consideratio cum præfatione de Novis Revelationibus. 1692.
- Dissertatio de discrimine peccatorum actualium primario, ex Psal. 19 v. 13, 14. ... 1694.
- Hypotyposis sanorum verborum. 1703.
- De fundamento fidei et salutis dissertationes theologicæ. 1705.
- Discussio Spei Speciosae de conversione Judaeorum illustri ex Rom. XI. v. 25. ad 27. 1708.
- Praelectiones theologicae in Epistolam d. Pauli ad Romanos. 1739.